# Галактоземија
Галактоземија је ензимопатија као грешка у метаболизму због недостатка ензима фосфогалактозе уридил-трансферазе која катализује прелазак фосфат-галактозе у фосфат-глукозу која улази у јетрин метаболизам угљених хидрата. Услед недостатка овог ензима не може да се користи галактоза из млека, што је раније доводило до смрти новорођенчади. Сада се то спречава избацивањем галактозе из исхране такве деце.

## Тип наслеђивања
Наслеђује се аутозомно-рецесивно као мутација гена лоцираног на кратком краку хромозома 9. Болест је ретка - инциденција је 1:80 000.

## Клиничка слика
Болест се манифестује:
- слепилом;
- телесним и менталним оштећењима;
- престанком рада јетре
- могућ је и смртни исход.

Болест се испољава после узимања млека које садржи лактозу. Прво се јављају акутни поремећаји, повраћање и пролив, затим слабо напредовање, жутица са некоњугованом хипербилирубинемијом и хемолиза, а после тога хепатомегалија (увећање јетре), цироза, катаракта и ментална ретардација. У току неколико дана се развија и дисфункција тубула са хипераминоацидуријом, албуминуријом и мелитуријом (која је последица галактозурије, а не гликозурије). 

## Дијагноза
Болест се дијагностикује налазом повећаних концентрација галактозе у крви и потврђује смањеном активношћу ензима трансферазе у еритроцитима,
фибробластима, леукоцитима или хепатоцитима.

### Тестирање на галактоземију
Тестирање на галактоземију уведено је скоро свуда у свету: у већини европских земаља; САД, Јапану и  Аустралији.
Ради се неколико врста тестова:
- микробиолошки E. coli тест или E. coli у комбинацији са бактериофагом (Paigenov тест);
- тест за процену активности ензима фосфогалактозе уридил-трансферазе, (флуоресцентни спот-скрининг или Beutlerov тест);
- ДНК анализа;
- ензимско-калориметријски тест којим се мери галактоза.

## Терапија
Галактоземија се лечи елиминацијом лактоза и галактозе из хране, специјалним дијетама, што резултира повлачењем акутних симптома и реналних поремећаја у току неколико дана. Новорођенче се лишава мајчиног млека које је за њега као отров и прелази на исхрану базирану на соји.

## Компликације
И поред терапије катаракта се слабије и непотпуно повлачи, док се застој у развоју и оваријална дисфункција задржавају, чак и после ране елиминације галактозе.